# Els sirgadors del Volga (Repin)
Els barquers del Volga (en rus: Бурлаки на Волге, transliterat: Burlakí na Volgue) és un oli sobre llenç del pintor i escultor realista rus Ilià Repin (1844-1930). L'obra retrata onze homes estirant una barcassa al riu Volga mitjançant una sirga. Els sirgadors semblen estar a punt de caure exhausts per l'esforç d'estirar una barcassa contra corrent un dia calorós i sec.
En l'època en què Repin va pintar el quadre, la de sirgador ja era una professió en declivi a la Rússia imperial, degut fonamentalment a la introducció de la navegació a vapor a la xarxa fluvial i al desenvolupament de la xarxa ferroviària. Amb el començament del segle XX l'ofici de sirgador van desaparèixer definitivament. L'obra constitueix un homenatge a la dignitat i resiliència humana, però també una condemna emocionada a qui autoritzava un treball tan inhumà.
Encara que es representin estoics, els homes es mostren en gran manera derrotats; només un sembla que s'insurgeix: el del centre de la fila, un jove pintat en tons clars lluita contra la seva maroma assumint una postura desafiadora. Hi ha una sensació de cansament general, el grup sembla no tenir líder i dedicar-se només a estirar el vaixell que queda lluny, en segon pla, en aquesta escena on els tons blaus del cel es van difuminant amb els marrons de la terra. Són homes pobrament vestits encorbats per l'esforç. Repin representa el ritme d'arrencada a la línia ondulant del cap dels sirgadors.

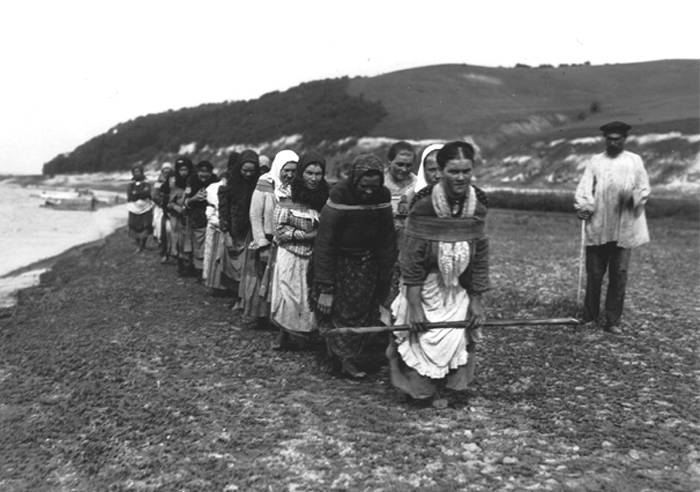
Un grup de sirgadores al Volga (1900)

Repin va concebre el quadre durant els seus viatges per Rússia quan era jove, sobretot pels monts Zhigulí i retrata personatges reals que hi va trobar. L'obra va rebre elogis internacionals pel retrat realista de la duresa de la vida laboral i va impulsar la seva carrera com a pintor. Més endavant el va comprar el gran duc Vladímir de Rússia i es va exhibir per Europa com a exemple de pintura realista russa.
| «                                   | Rostres durs, tallats, anihilats. Animals esclavitzats que, en arrossegar el vaixell cap a la platja, no manifesten cap emoció, ni dolor, ni ràbia. Tota la Rússia antiga es reflecteix en aquests barquers, que han acceptat el destí com un fat comú que res no pot transformar. | » |
| — Montserrat Roig, L'agulla daurada | |   |

## Context
Repin va créixer a Txugúiev, a l'óblast de Khàrkiv (actual Ucraïna), i coneixia la pobresa i la duresa de la vida al camp de la seva època. Va ingressar a l'Acadèmia Imperial de les Arts de Sant Petersburg el 1863, en aquell moment coneguda pel seu conservadorisme i academicisme. Per a crear Els barquers del Volga, Repin es va inspirar en escenes que va presenciar quan va estiuejar-hi el 1870, i va fer estudis preparatoris amb persones reals, majoritàriament a l'oli, quan va estar a Shiriaev Buerak, el port de Stàvropol (actual Toliatti).
Repin considerava Els barquers del Volga la seva primera obra com a professional. Quan la va exhibir va rebre crítiques entusiastes per la cruesa expressiva dels treballadors que contrastava amb l'estil romàntic, clàssic o propagandístic de la major part de l'art rus del seu temps, i li va obrir camí per unir-se després als Peredvíjniki.